# Upplands runinskrifter 509
Upplands runinskrifter 509 är en vikingatida runristning på ett stenblock i Norra Hall, Kårsta socken och Vallentuna kommun. Stenblocket är cirka 2,5 gånger 2 meter stort och 1,3 meter högt. Runhöjden är 7-9 centimeter.

## Inskriften
Translitterering av runraden:
alkautr × lit stain ' hakua iftiʀ þurk(a)rʀ faþurʀ sin × auk| |kitil × bruþurʀ sin
Normalisering till runsvenska:
Algautr let stæin haggva æftiʀ Þorgæiʀ, faður sinn, ok Kætil, broður sinn.
Översättning till nusvenska:
Algöt lät hugga stenen efter Torger, sin fader, och Kättil, sin broder.